# ساندورا ایروین
ساندورا ایروین (انگلیسی: Sandora Irvin؛ زادهٔ ۲۳ فوریهٔ ۱۹۸۲) بازیکن بسکتبال اهل ایالات متحده آمریکا است.
از باشگاه‌هایی که در آن بازی کرده‌است می‌توان به فینکس مرکوری و آتلانتا دریم اشاره کرد.